# Pehalni in skobeljni stroji
Pehalni in skobeljini stroji so specialni stroji, namenjeni premočrtni obdelavi obdelovancev; obdelava se imenuje pehanje in skobljanje.

## Skobeljni stroji
Te stroje delimo v dve kategoriji in sicer enostebrne in dvostebrne skobeljne stroje. Njihova velikost je med 4 in 10 m. Enostebrni se uporabljajo večinoma za skobljanje manjših in srednje velikih obdelovancev in takšnih, ki jih zaradi prevelike širine ni mogoče obdelati na dvostebrnih strojih, ki so precej bolj togi, zato so primerni za najtežjo obdelavo.
Sestavni deli skobeljnega stroja so:
- postelja
- delovna miza
- steber
- konzola.

## Pehalni stroji
Pehalne stroje delimo na vodoravne in navpične. Ločujemo jih glede na to v kateri smeri poteka delovni gib; pri vodoravnih je ta vodoraven, pri navpičnih pa navpičen.  Vodoravni pehalni stroj je bolj poznan pod imenom »šeping«. Ta ima delovne gibe dolge tudi do 1500 mm. Navpični pehalni stroj ima krajše gibe in je manjši od vodoravnega. Z njim izdelujemo notranje in zunanje utore, žlebove in ozobja.
Sestavni deli skobeljnega stroja so:
- temeljna plošča
- konzola
- delovna miza
- pehalo
- pogon